# Laura Muir
Laura Muir (Milnathort, 9 maggio 1993) è una mezzofondista britannica.
Nel 2016 è arrivata settima nei 1500 metri piani ai Giochi olimpici di Rio de Janeiro. Lo stesso anno ha ottenuto il record nazionale britannico nei 1500 metri.
Nel 2017 ha fatto registrare, nel giro di quattro giorni, due record europei al coperto, nei 1000 metri piani e nei 3000 metri piani.

## Record nazionali
Seniores
- 1000 metri piani: 2'30"82 ( Monaco, 14 agosto 2020)
- 1000 metri piani indoor: 2'31"93 ( Birmingham, 18 febbraio 2017)
- 1500 metri piani: 3'54"50 ( Tokyo, 6 agosto 2021)
- 1500 metri piani indoor: 3'59"58 ( Liévin, 9 febbraio 2021)
- Miglio: 4'15"24 ( Monaco, 21 luglio 2023)
- 3000 metri piani indoor: 8'26"41 ( Karlsruhe, 4 febbraio 2017)
- 5000 metri piani indoor: 14'49"12 ( Glasgow, 4 gennaio 2017)

## Progressione

### 800 metri piani
| Stagione | Tempo   | Luogo        | Data      | Rank. Mond. |
| -------- | ------- | ------------ | --------- | ----------- |
| 2021     | 1'56"73 | Monaco       | 9-7-2021  |             |
| 2020     | 1'58"84 | Ostrava      | 8-9-2020  |             |
| 2019     | 1'58"42 | Monaco       | 12-7-2019 |             |
| 2018     | 1'59"09 | Oslo         | 7-6-2018  |             |
| 2017     | 1'58"69 | Losanna      | 6-7-2017  |             |
| 2016     | 2'00"57 | Montbéliard  | 1-6-2016  |             |
| 2015     | 2'00"42 | Birmingham   | 7-6-2015  |             |
| 2014     | 2'00"67 | Birmingham   | 24-8-2014 |             |
| 2013     | 2'00"80 | Mosca        | 15-8-2013 |             |
| 2012     | 2'07"52 | Loughborough | 20-5-2012 |             |
| 2011     | 2'15"55 | Edimburgo    | 19-6-2011 |             |
| 2010     | 2'17"94 | Edimburgo    | 9-5-2010  |             |

### 1500 metri piani
| Stagione | Tempo   | Luogo       | Data      | Rank. Mond. |
| -------- | ------- | ----------- | --------- | ----------- |
| 2021     | 3'54"50 | Tokyo       | 6-8-2021  |             |
| 2020     | 3'57"40 | Berlino     | 13-9-2020 |             |
| 2019     | 3'55"76 | Doha        | 5-10-2019 |             |
| 2018     | 3'58"18 | Losanna     | 5-7-2018  |             |
| 2017     | 4'00"35 | Londra      | 9-7-2017  |             |
| 2016     | 3'55"22 | Parigi      | 27-8-2016 |             |
| 2015     | 3'58"66 | Monaco      | 17-7-2015 |             |
| 2014     | 4'00"07 | Parigi      | 5-7-2014  |             |
| 2013     | 4'07"76 | Birmingham  | 30-6-2013 |             |
| 2012     | 4'17"81 | Birmingham  | 23-6-2012 |             |
| 2011     | 4'38"90 | Glasgow     | 31-7-2011 |             |
| 2010     | 4'50"91 | Edimburgo   | 10-6-2010 |             |
| 2009     | 4'58"77 | Grangemouth | 12-6-2009 |             |
| 2008     | 4'47"92 | Grangemouth | 23-8-2008 |             |

## Palmarès
| Anno                                  | Manifestazione          | Sede           | Evento       | Risultato  | Prestazione | Note                                     |
| ------------------------------------- | ----------------------- | -------------- | ------------ | ---------- | ----------- | ---------------------------------------- |
| In rappresentanza della Gran Bretagna |                         |                |              |            |             |                                          |
| 2012                                  | Mondiali U20            | Barcellona     | 3000 m piani | 16ª        | 9'40"81     |                                          |
| 2013                                  | Europei indoor          | Göteborg       | 1500 m piani | 6ª         | 4’18"39     |                                          |
| 2013                                  | Europei U23             | Tampere        | 1500 m piani | Bronzo     | 4'08"19     |                                          |
| 2013                                  | Mondiali                | Mosca          | 800 m piani  | Semifinale | 2'00"83     |                                          |
| 2014                                  | Mondiali indoor         | Sopot          | 800 m piani  | Batteria   | 2'02"55     |                                          |
| 2014                                  | Europei                 | Zurigo         | 1500 m piani | Batteria   | 4'14"69     |                                          |
| 2015                                  | Europei indoor          | Praga          | 3000 m piani | 4ª         | 8'52"14     |                                          |
| 2015                                  | Mondiali                | Pechino        | 1500 m piani | 5ª         | 4'11"48     |                                          |
| 2016                                  | Giochi olimpici         | Rio de Janeiro | 1500 m piani | 7ª         | 4'12"88     |                                          |
| 2017                                  | Europei indoor          | Belgrado       | 1500 m piani | Oro        | 4'02"39     | Record dei campionati                    |
| 2017                                  | Europei indoor          | Belgrado       | 3000 m piani | Oro        | 8'35"67     | Record dei campionati                    |
| 2017                                  | Mondiali                | Londra         | 1500 m piani | 4ª         | 4'02"97     |                                          |
| 2017                                  | Mondiali                | Londra         | 5000 m piani | 6ª         | 14'52"07    | Miglior prestazione personale            |
| 2018                                  | Mondiali indoor         | Birmingham     | 1500 m piani | Argento    | 4'06"23     |                                          |
| 2018                                  | Mondiali indoor         | Birmingham     | 3000 m piani | Bronzo     | 8'45"78     | Miglior prestazione personale stagionale |
| 2018                                  | Europei                 | Berlino        | 1500 m piani | Oro        | 4'02"32     |                                          |
| 2019                                  | Europei indoor          | Glasgow        | 1500 m piani | Oro        | 4'05"92     |                                          |
| 2019                                  | Europei indoor          | Glasgow        | 3000 m piani | Oro        | 8'30"61     | Record dei campionati                    |
| 2019                                  | Mondiali                | Doha           | 1500 m piani | 5ª         | 3'55"76     | Miglior prestazione personale stagionale |
| 2021                                  | Giochi olimpici         | Tokyo          | 1500 m piani | Argento    | 3'54"50     | Record nazionale                         |
| 2022                                  | Mondiali                | Eugene         | 1500 m piani | Bronzo     | 3'55"28     | Miglior prestazione personale stagionale |
| 2022                                  | Europei                 | Monaco         | 1500 m piani | Oro        | 4'01"08     |                                          |
| 2023                                  | Europei indoor          | Istanbul       | 1500 m piani | Oro        | 4'03"40     |                                          |
| 2023                                  | Mondiali                | Budapest       | 1500 m piani | 6ª         | 3'58"58     |                                          |
| 2024                                  | Mondiali indoor         | Glasgow        | 3000 m piani | 5ª         | 8'29"76     | Miglior prestazione personale stagionale |
| 2024                                  | Giochi olimpici         | Parigi         | 1500 m piani | 5ª         | 3'53"37     | Miglior prestazione personale            |
| In rappresentanza della Scozia        |                         |                |              |            |             |                                          |
| 2014                                  | Giochi del Commonwealth | Glasgow        | 1500 m piani | 11ª        | 4'14"21     |                                          |
| 2022                                  | Giochi del Commonwealth | Birmingham     | 800 m piani  | Bronzo     | 1'57"87     | Miglior prestazione personale stagionale |
| 2022                                  | Giochi del Commonwealth | Birmingham     | 1500 m piani | Oro        | 4'02"75     |                                          |

## Campionati nazionali
2012
- Oro ai campionati scozzesi indoor, 800 m piani - 2'08"12

2013
- Oro ai campionati britannici indoor, 1500 m piani - 4'13"59

2014
- Argento ai campionati britannici, 1500 m piani - 4'10"01
- Oro ai campionati britannici indoor, 800 m piani - 2'06"04

2015
- Oro ai campionati britannici, 1500 m piani - 4'10"37
- Oro ai campionati britannici indoor, 1500 m piani - 4'13"06

2016
- Oro ai campionati britannici, 1500 m piani - 4'10"14

2018
- Oro ai campionati britannici, 800 m piani - 2'10"22
- Oro ai campionati britannici indoor, 3000 m piani - 8'46"71
- Oro ai campionati scozzesi indoor, 800 m piani - 1'59"69

2019
- Oro ai campionati britannici indoor, 3000 m piani - 8'48"03

2021
- Bronzo ai campionati britannici, 800 m piani - 2'00"24

2022
- Oro ai campionati britannici, 1500 m piani - 4'12"91

2023
- Argento ai campionati britannici, 1500 m piani - 4'10"24

2024
- Oro ai campionati britannici indoor, 3000 m piani - 8'58"80

## Altre competizioni internazionali
2015
- Oro ai Bislett Games ( Oslo), 1500 m piani - 4'00"39
- Argento al British Grand Prix ( Birmingham), 800 m piani - 2'00"42

2016
- Oro al Meeting de Paris ( Parigi), 1500 m piani - 3'55"22
- Vincitrice della Diamond League nella specialità dei 1500 m piani / miglio

2017
- Argento ai London Anniversary Games ( Londra), miglio - 4'18"03

2018
- Oro al Memorial Van Damme ( Bruxelles), 1500 m piani - 3'58"49
- Argento al Bauhaus-Galan ( Stoccolma), 1500 m piani - 3'58"53
- Oro al Birmingham Grand Prix ( Birmingham), 1000 m piani - 2'33"92
- Vincitrice della Diamond League nella specialità dei 1500 m piani / miglio

2019
- Oro ai London Anniversary Games ( Londra), 1500 m piani - 3'58"25

2020
- Oro al Bauhaus-Galan ( Stoccolma), 1500 m piani - 3'57"86

2021
- Bronzo al Golden Gala Pietro Mennea ( Firenze), 1500 m piani - 3'59"96

2022
- Argento al Memorial Van Damme ( Bruxelles), 1500 m piani - 3'56"86

2023
- 4ª all'Herculis ( Monaco), miglio - 4'15"24
- Argento al Golden Gala ( Firenze), 1500 m piani - 3'57"09
- Oro al Weltklasse Zürich ( Zurigo), 800 m piani - 1'57"71
- Oro al Memorial Van Damme ( Bruxelles), 1500 m piani - 3'55"34
- Bronzo al Prefontaine Classic ( Eugene), 1500 m piani - 3'55"16

2024
- Oro al Bauhaus-Galan ( Stoccolma), 1500 m piani - 3'57"99
- Bronzo al Meeting de Paris ( Parigi), 1500 m piani - 3'53"79